# 白井重遠
白井 重遠（しらい しげとお、天保8年2月18日（1837年3月24日） - 大正2年（1913年）9月4日）は、日本の政治家、西田川郡西郷村村長、庄内藩新徴組取扱役。号は為右衛門。

## 略歴
- 1837年（天保8年） - 庄内藩士・白井重言の長男として生れる。
- 1864年（元治元年） - 新徴組取扱役 就任
- 1868年（明治元年） - 家督を相続
- 1872年（明治5年） - 松ヶ岡開墾折組頭 就任
- 1879年（明治12年） - 隠居
- 西田川郡大山村外7ヶ村の戸長
- 1889年（明治22年） - 同村 助役 就任
- 1904年（明治37年）8月 - 西田川郡西郷村長 就任
- 大山川に堤防を築造する。
- 湯野浜隧道を開通させる。
- 1912年（大正元年）8月 - 同職退任
- 1913年（大正2年） - 77歳で死去、鶴岡市の総穏寺に墓がある。

## 栄典
- 1906年（明治39年）4月1日 - 勲七等青色桐葉章[1]

## 親族・血族
- 遠縁：白井重行 - 儒学者
- 遠縁：白井重固 - 歌人
- 遠縁：白井重高 - 漢学者
- 遠縁：白井久井 - 婦人運動家
- 父：白井重言 - 庄内藩蝦夷地元締
- 長男：白井重任 - 教育者
  - 孫（重任の長男）：白井重麿 - 旧鶴岡市第10代市長
- 次男：白井重士 - 陸軍少佐
- 六男：白井勇 - 参議院議員
- 娘：白井鈺井 - 石原莞爾の母[2]

## 参考資料
- 『庄内人名辞典』 大瀬欽哉（代表編者） 致道博物館内「庄内人名辞典刊行会」（発行）